# Ермекбаев, Бекзат Омиргалиевич
Бекзат Омиргалиевич Ермекбаев (каз. Бекзат Өмірғалиұлы Ермекбаев; 6 декабря 2001, Костанай, Казахстан) — казахстанский футболист, полузащитник.

## Клубная карьера
Футбольную карьеру начинал в 2018 году в составе клуба «Тобол М» во второй лиге. 1 августа 2021 года в матче против клуба «Мактаарал» дебютировал в кубке Казахстана (0:4). 4 марта 2023 года в матче против клуба «Аксу» дебютировал в казахстанской Премьер-лиге (3:1), выйдя на замену на 93-й минуте вместо Самата Жарынбетова.

## Достижения
«Тобол»
- Обладатель Кубка Казахстана: 2023

## Клубная статистика
| Игровая карьера | Игровая карьера | Игровая карьера | Лига | Лига | Кубок | Кубок | Межд. | Межд. | Др. | Др. |
| --------------- | --------------- | --------------- | ---- | ---- | ----- | ----- | ----- | ----- | --- | --- |
| 2021            | Тобол           | А               | —    | —    | 1     | 0     | —     | —     | —   | —   |
| 2022            | Тобол           | А               | —    | —    | 5     | 1     | —     | —     | —   | —   |
| 2023            | Тобол           | А               | 1    | 0    | —     | —     | —     | —     | —   | —   |